# Faculdade de Direito da Universidade Federal da Bahia
A Faculdade de Direito da Universidade Federal da Bahia (FDUFBA) é uma das unidades universitárias da UFBA, destinada ao ensino de Direito. Fundada em 1891, denominava-se Faculdade Livre de Direito da Bahia e, com a federalização em 1956, passou à denominação atual. Possui diretoria, coordenação de colegiado e chefias de departamento em sua estrutura organizacional. É detentora do único programa de pós-graduação com nível de doutorado na Bahia, tendo sido fundado em 1953 pelo Reitor Edgard Santos, com conceito 5 (cinco) da CAPES.
Prolífica na pesquisa jurídica, atualmente, existem cinco publicações acadêmicas produzidas pela faculdade de direito: a centenária Revista da Faculdade de Direito da UFBA, a Revista Brasileira de Direito Animal, a Revista do CEPEJ, a Revista Ângulos e a Revista da Pós-Graduação em Direito da UFBA, que substituiu a antiga Revista do Mestrado em Direito Econômico da UFBA.

## História

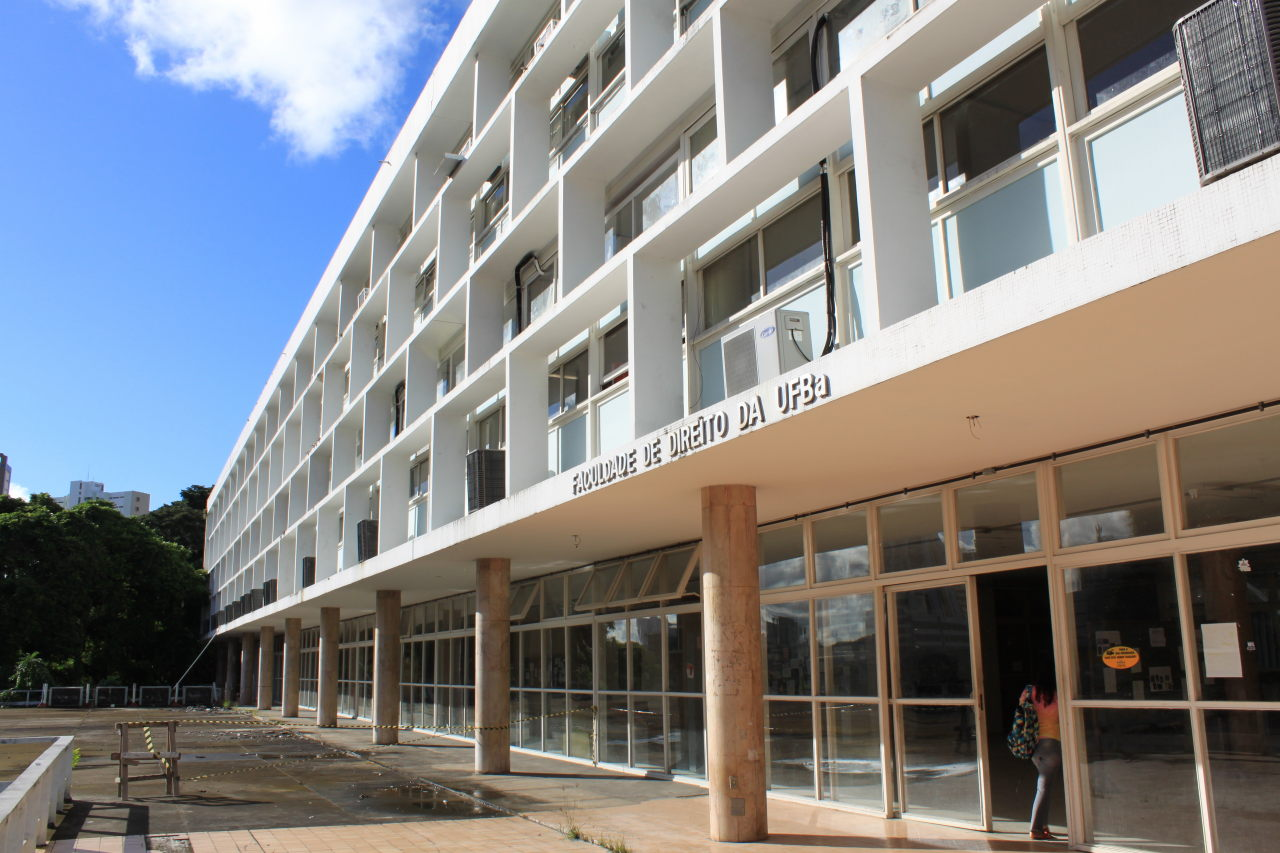
Fachada da Faculdade de Direito da Universidade Federal da Bahia, no Campus do Canela

Idealizada pelo baiano José Machado de Oliveira, bacharel pela Faculdade de Direito de Recife, ex-promotor público e educador em Salvador, onde tinha um curso particular de preparação de estudantes para a Faculdade de Recife, ele foi um dos articuladores que se aproveitou da oportunidade de criação de novos cursos jurídicos possibilitada pela Reforma Benjamin Constant, tendo se unido a outros juristas que eram interessados na criação de um curso de direito em Salvador, tais como Eduardo Ramos, Severino Vieira, Tomás Garcez Paranhos Montenegro e José Augusto de Freitas.
A Faculdade de Direito foi fundada em 1891 então Faculdade Livre de Direito da Bahia, foi uma das primeiras escolas de direito do Brasil e primeira do estado da Bahia. Ela se desenvolveu até passando a ser denominada em meados do século XX como Faculdade de Direito da Bahia, até a década de 1950, quando ela foi fundida com a Faculdade de Medicina da Bahia e com a Escola Politécnica, formando a atual Universidade Federal da Bahia, a qual teve como primeiro reitor o professor Edgard Santos.
A faculdade é responsável pela formação de destacados juristas e personalidades brasileiras, além de proeminentes nomes do cenário político-jurídico-cultural baiano, tais como Leovigildo Filgueiras, Nestor Duarte, Orlando Gomes, Nelson de Souza Sampaio, Aliomar Baleeiro, Machado Neto, Auto José de Castro, Ary Guimarães, Elson Gottschalk, Carlos Coqueijo Costa, Washington Trindade, Luiz de Pinho Pedreira, José Joaquim Calmon de Passos, Josaphat Marinho, Pedro Manso Cabral, Rodrigues Pinto, Gilberto Gomes, Edvaldo Brito, Maria Auxiliadora Minahim, Fernando Santana, George Fragoso Modesto, Geraldo Sobral, Wilson Alves de Souza, Marília Muricy, Celso Castro, Paulo Lyrio Pimenta, Saulo José Casali Bahia, Pablo Stolze Gagliano, Dirley Cunha Junior, Samuel Santana Vida, Ricardo Maurício Freire Soares, Rodolfo Pamplona Filho, Leandro Cunha, Mônica Aguiar, Mário Jorge Philocreon, Julio Cesar de Sá Da Rocha, Alessandra Prado, Cristiana Santos, Geovane Mori Peixoto, Andrea Presas, Murilo Sampaio, Isabela Fadul de Oliveira, João Glicério, Francisco Bertino, Heron Gordilho e Fredie Didier. Passaram também pela Faculdade as figuras de Glauber Rocha, Raul Seixas, Waly Salomão, Milton Santos e João Ubaldo Ribeiro. Produziu destacados juristas no Direito Civil, na Filosofia do Direito (ao ser uma das principais Escolas Jurídicas defensoras do egologismo), no Direito Tributário e no Direito do Trabalho.
Na atualidade, podem-se vislumbrar as seguintes linhas de pesquisa: Direito Animal responsável pela produção da Revista Brasileira de Direito Animal, Bioética e Direito; Processo Civil e Patrimônio Cultural Imaterial; Teoria do Delito; Hermenêutica Constitucional, Direitos da Personalidade, Novos Direitos (Direito Ambiental) e Direito dos Povos e Comunidades Tradicionais e Direitos Humanos.
A Faculdade de Direito da UFBA possui cerca 120 docentes, 28 servidores técnico-administrativos e mais de dois mil e oitocentos estudantes graduandos no curso diurno (integral) e noturno, além dos estudantes do Bacharelado Interdisciplinar (Área de concentração em Estudos Jurídicos). O INEP/MEC avaliou o curso integral com nota 4 (quatro) em 2018. Atualmente o curso diurno teve avaliação com nota 5(cinco) na avaliação do MEC (2024). Pela oitava vez consecutiva o Curso de Graduação recebeu o selo OAB Recomenda em Brasília.

Docentes históricos
- Adalício Coelho Nogueira (também egresso da Casa, Ministro do Supremo Tribunal Federal)
- Aliomar Baleeiro (Ministro do Supremo Tribunal Federal)]
- Almachio Diniz (também egresso)
- Aluísio Lopes de Carvalho Filho (também egresso)
- Anfilófio de Carvalho (Ministro do Supremo Tribunal Federal)
- Antônio Balbino (Governador da Bahia, Ministro da Educação)
- Antônio Luiz Machado Neto (também egresso)
- Arx Tourinho (também egresso)
- Auto José de Castro
- Carlos Coqueijo Costa (Ministro do Tribunal Superior do Trabalho)
- Eduardo Espínola (também egresso da Casa, Ministro do Supremo Tribunal Federal)
- Edvaldo Brito (também egresso) (Prefeito de Salvador)
- Filinto Bastos
- Hermes Lima (Ministro do Supremo Tribunal Federal)
- J.J. Calmon de Passos
- Josaphat Marinho (Senador)
- Lafayette Pondé
- Leovigildo Filgueiras
- Luiz Viana Filho (também egresso) (Senador)
- Milton Nunes Tavares (também egresso)
- Nelson de Souza Sampaio (também egresso)
- Nestor Duarte Guimarães (também egresso da Casa, Deputado Federal)
- Orlando Gomes (também egresso)
- Washington Trindade (também egresso)

### Ex-alunos notáveis
Dentre os notáveis egressos da Faculdade de Direito da UFBA contam-se os seguintes (com respectivos anos de formatura ou frequência):
- Antônio Ferreira de Oliveira Brito (1933) - político, ex-Ministro de Estado.
- João de Lima Teixeira (1933) - político, magistrado e jurista.
- Joaquim Batista Neves (1948) - conselheiro do TCE
- Milton Santos (1948) - geógrafo.
- Genolino Amado (1924) - escritor, imortal da ABL
- Glauber Rocha (1959-61) - cineasta (não concluiu).
- Hermes Lima (1924) - ex-Presidente do STF, Primeiro-Ministro do Brasil, Imortal da ABL.
- Jutahy Magalhães Júnior (1977) - político.
- João Ubaldo Ribeiro (1958-1962) - escritor, imortal da ABL
- Luís Eduardo Magalhães (1981) - político, ex-Presidente da Câmara dos Deputados.
- Luiz Viana Filho (1922)-político- Senador-Presidente do Senado Federal, Governador da Bahia, historiador, Membro da Academia Brasileira de Letras.
- Pedro Calmon (cursou dois anos: 1920-22) - historiador e jurista.
- Rômulo Almeida (1933) - economista e político.
- Raul Seixas (1966) - Cantor, compositor e produtor musical.
- Jacob Gorender (1941-1943). Historiador e Sociólogo Marxista, autor de inúmeras obras, dentre as quais: O Escravismo Colonial.

## Estrutura
A FDUFBA é comandada pela Diretoria. A Congregação é o seu máximo órgão colegiado da FDUFBA e é composta pelo Diretor, pelo Vice-diretor, pelo Coordenador da Pós-Graduação, pelos Chefes de Departamento, por representantes do Colegiado do Curso de Graduação em Direito, da Conselho Acadêmico de Ensino (CAE), do Conselho de Ensino, Pesquisa e Extensão (CONSEPE), dos professores titulares, associados, adjuntos e assistentes, do Colegiado da Pós-Graduação em Segurança Pública, do Colegiado do Curso Superior de Tecnologia em Segurança Pública, por três representantes discentes e por dois representantes dos servidores não-docentes.
Existe ainda a Fundação Faculdade de Direito da Bahia (FFDB), uma fundação de apoio à FDUFBA.

### Departamentos
A FDUFBA é dividida em três departamentos. Estes são organizados por áreas de especialização jurídica. Diante disso, é função dos departamentos, junto com as instâncias acadêmicas competentes, debater e decidir as disciplinas que o curso oferece. Ademais, processos administrativos como a revisão de notas atribuídas às avaliações, trancamento de matrícula, aprovação de relatórios de monitoria, enfim, quase todos os processos que envolvem diretamente a vida acadêmica do discente, são originalmente deliberados nos departamentos. Além disso, são os departamentos são as instâncias que designam professor para as turmas disponíveis e são eles que dispõem sobre a possibilidade de afastamentos e cessão dos docentes para outras instituições. O chefe do departamento é um professor doutor, eleito pelos professores e pela representação estudantil, para um mandato de dois anos. Em síntese, suas atribuições são acadêmicas e administrativas. Segue abaixo a lista de departamentos da Faculdade: Departamento de Direito Público; Departamento de Direito Privado; e Departamento de Estudos Jurídicos Fundamentais.

### Diretores
1. 1891-1893 - Eduardo Pires Ramos

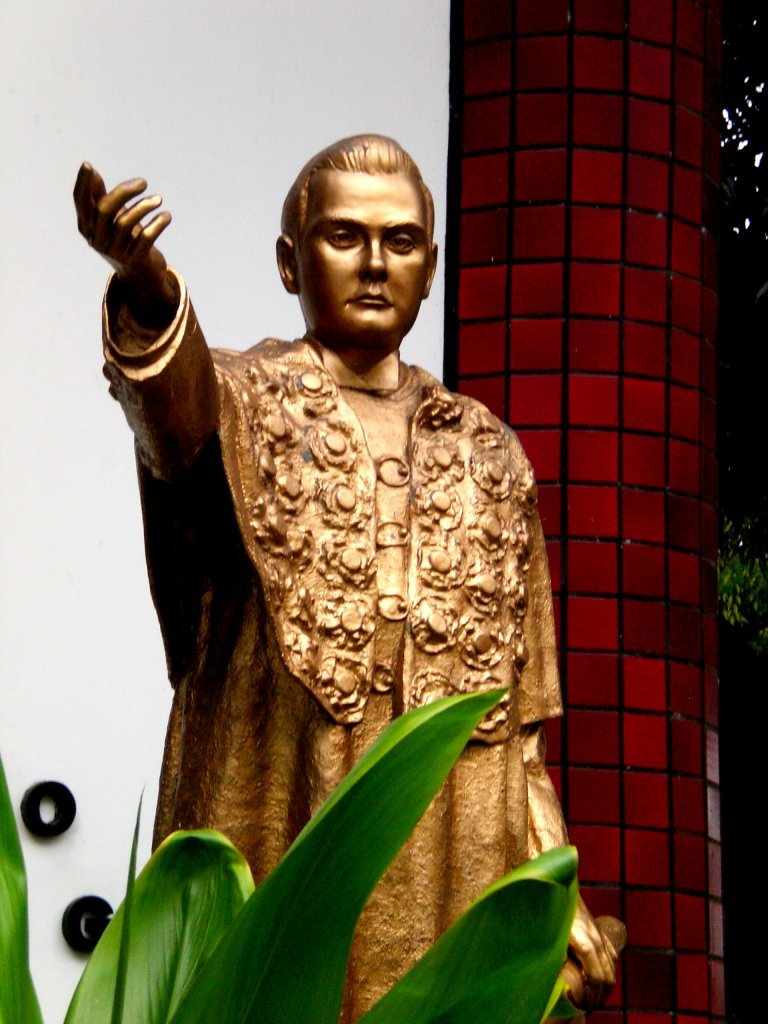
Por duas vezes, Orlando Gomes foi diretor da Faculdade de Direito. Há uma estátua em sua homenagem em frente à Fundação Orlando Gomes, que também o homenageia, na Faculdade de Direito da UFBA

2. 1893-1895 - Sebastião Pinto de Carvalho
3. 1896-1898 - João Rodrigues Chaves
4. 1899-1901 - Augusto Ferreira França
5. 1902-1924 - Antônio Carneiro da Rocha
6. 1925-1926 - Filinto Bastos
7. 1927-1928 - Affonso de Castro Rebello
8. 1929-1934 - Bernardino José de Souza
9. 1934-1938 - Filinto Bastos
10. 1939-1945 - Aloysio de Carvalho Filho
11. 1946-1952 - Demétrio Cyriaco Ferreira Tourinho
12. 1952-1961 - Orlando Gomes
13. 1961-1963 - Nelson de Souza Sampaio
14. 1964-1965 - Adalício Coelho Nogueira
15. 1966-1970 - Orlando Gomes
16. 1971-1974 - Aderbal da Cunha Gonçalves
17. 1975-1979 - Gerson Pereira dos Santos
18. 1980-1984 - George Fragoso Modesto
19. 1984-1988 - Pedro Manso Cabral
20. 1988-1992 - Alberto Peçanha Martins Júnior
21. 1992-1996 - Antonio Carlos Araújo de Oliveira
22. 1996-2000 - José Teixeira Cavalcante Filho
23. 2001-2005 - Johnson Barbosa Nogueira
24. 2005-2009 - Jonhson Meira Santos
25. 2009-2013 - Celso Castro. Vice-Diretora: Maria Auxiliadora Minahim
26. 2013-2017 - Celso Castro. Vice-Diretor: Julio Cesar de Sá da Rocha
27. 2017-2021- Julio Cesar de Sá da Rocha. Vice-Diretor: Francisco Bertino de Carvalho[7]
28. 2021-2025- Julio Cesar de Sá da Rocha. Vice-Diretora: Mônica Neves de Aguiar Silva

### Biblioteca Teixeira de Freitas
A Biblioteca Teixeira de Freitas foi criada em 15 de abril de 1891 e foi assim denominada em homenagem ao jurista Augusto Teixeira de Freitas, ícone do direito nascido na Bahia. Esta biblioteca já ocupou quatro endereços diferentes antes de se estabilizar no atual prédio da FDUFBA.
A Biblioteca Teixeira de Freitas se encontra situada no último andar do prédio da Faculdade de Direito da UFBA e é especializada em Direito, servindo ao corpo discente e docente da FDUFBA, além de poder ser utilizada pelo público em geral para consulta.
O Acervo da Biblioteca compreende 40.359 títulos e abrange todas as áreas do direito, sob várias formas de publicação (livros, periódicos, ensaios, guias, manuais, dicionários, enciclopédias, fitas de vídeo, etc.), estando distribuído nas seções abaixo:
- Referência - composta com acervo apenas de consulta na Biblioteca, como: dicionários, enciclopédias, catálogos, bibliografias, códigos, constituições, anais, teses, obras raras e clássicas, etc.
- Graduação - nesta seção o acervo é constituído de obras jurídicas nacionais e estrangeiras, de consulta e empréstimo, direcionadas para o curso de Direito, encontrando-se na Base de Dados Bibliográficos da UFBA.
- Pós-Graduação - o acervo é exclusivamente de consulta, contendo livros nacionais e estrangeiros, teses, ensaios, etc. A coleção é utilizada pelos alunos dos Cursos de Mestrado e Doutorado em Direito.
- Periódicos - formada por periódicos nacionais e estrangeiros, organizada por ordem alfabética de títulos, exclusivamente para consulta. A base de dados para pesquisa de artigos de periódicos já está disponibilizada na web.
- Coleção Nelson Sampaio - coleção formada por livros e periódicos nacionais e estrangeiros de diversas áreas, que pertenceram ao Prof. Nelson de Sousa Sampaio.
- Coleção Machado Neto - formada por livros e periódicos nacionais e estrangeiros, de diversas áreas, que pertenceram ao Prof. Antonio Luiz Machado Neto.
- Audiovisual - TV, vídeos e fitas (debates, palestras, seminários, entrevistas, aulas), utilizados pelos docentes como instrumentos necessários à complementação do estudo e da pesquisa, em salas de aulas.

## Entidades estudantis
Os estudantes de direito da UFBA se mobilizam em distintas instituições que atuam preponderantemente com o ativismo estudantil tradicional, com a pesquisa acadêmica e com a extensão universitária, sendo que a partir do século XXI, surgiram instituições voltadas para finalidades de iniciação profissional e de ludicidade. As principais entidades estudantis da FDUFBA são:
- Centro Acadêmico Rui Barbosa (CARB) — fundado em 1897;[10]
- Serviço de Apoio Jurídico da Bahia (SAJU) — fundado em 1963;[11]
- Centro de Estudos e Pesquisas Jurídicas (CEPEJ)  — fundado em 1985.[12]
- ADV Junior Consultoria Jurídica - Empresa Júnior de Direito da UFBA — fundada em 2007;[13]
- Associação Atlética Acadêmica Federal (A.A.A.F.)  — fundada em 2015.[14]

Além dessas associações estudantis, surgirão diversas instituições que possuem efêmera ou intermitente existência, tais como a Academia de Letras dos Estudantes de Direito, o Núcleo Estudantil do Programa Direito e Relações Raciais, o Coletivo Madás, entre outros.

## Pós-graduação
Os estudos de pós-graduação da Faculdade de Direito da UFBA compreendem:
- Programa de Pós-Graduação em Direito da UFBA (PPGD-UFBA) que oferta cursos de mestrado e doutorado em Direito. Oferece pós-doutoramento.
- Programa de Estudos, Pesquisas e Formação em Políticas e Gestão de Segurança Pública (PROGESP), programa de natureza interdisciplinar que a FDUFBA integra e que oferece curso de mestrado profissional em Segurança Pública, Justiça e Cidadania.
- Curso de Especialização Direitos Humanos e Contemporaneidade, Programa Universidade Aberta do Brasil/SEAD UFBA, está na sua segunda turma (2023) e terceira recentemente aprovada pela CAPES (2025).

### PPGD-UFBA
Em 1953, por iniciativa dos professores Edgard Santos e Orlando Gomes, respectivamente, Reitor da UFBA e Diretor da FDUFBA, foi criada a Pós-Graduação da Universidade Federal da Bahia, com o intuito de proporcionar oportunidades de evolução educacional e de aplicação da formação acadêmica, oriunda em grau de graduação. Stricto Sensu, com fundamento na Lei nº 114/1935, norma que autorizava as faculdades de direito oficiais e reconhecidas pelo Governo Federal a criar um curso de doutorado.
Esse programa de doutorado foi extinto na década de 60, em decorrência das reformas universitárias que ocorreram durante a Ditadura Civil-Militar de 1964, a qual redesenhou o formato dos cursos de pós-graduação que existiam no Brasil, impondo o modelo norte-americano que biparte os cursos de pós-graduação em mestrado e doutorado. Assim, o programa de pós-graduação da UFBA foi recriado em 1975, novamente por meio da iniciativa de Orlando Gomes, que, para atender às exigências do Parecer n. 977/1965, relatado por Newton Sucupira, teve de se restringir à oferta de um curso em nível de mestrado, sendo então reiniciado os estudos de pós-graduação da FDUFBA com o mestrado em Direito Econômico.
Em 2005, os estudos de pós-graduação da FDUFBA sofrem uma nova mudança com a aprovação da reinstalação do curso de doutorado em direito pela UFBA. Consequentemente, o curso de mestrado em Direito Econômico foi redesenhado para um formato no qual os cursos de mestrado e doutorado pertenceriam à área de concentração direito, em seu sentido mais amplo.
O Programa de Pós-Graduação em Direito da UFBA está avaliado com nota 5 (cinco) em 2018. O atual coordenador é o Professor Daniel Oitaven e o Vice João Glicério, em substituição a Saulo Casali Bahia  e o Vice Ricardo Maurício Soares. Foram seus recentes coordenadores Heron Gordilho, Paulo Pimenta, conta com 32 docentes, 438 estudantes pós-graduandos e cooperação internacional com várias universidades. O Professor Heron Gordilho foi um dos responsáveis pela elevação do conceito do Programa para cinco (5).
O Programa de Pós-graduação em Direito da UFBA é dividido em quatro linhas de pesquisa: Direito Penal e Liberdades Públicas; Estado democrático de direito e acesso à justiça; Direitos fundamentais, cultura e relações sociais; e Direitos Pós-Modernos: Bioética, Cibernética, Ecologia e Direito Animal.

## Pesquisa
A pesquisa produzida pela Faculdade de Direito da UFBA está estruturada em nível de graduação pelas atividades do Núcleo de Prática Jurídica e projetos de iniciação científica financiadas pela FAPESB e pelo CNPQ e, em nível de pós-graduação pelos diversos grupos de pesquisa que integram as diferentes linhas de pesquisa do PPGD-UFBA.
Além dessas atividades, destaca-se a profícua criação de periódicos científicos pelos membros dessa unidade.

### Periódicos científicos da Faculdade de Direito
A Faculdade de Direito da Universidade Federal da Bahia teve diversas publicações que levavam o nome de revista, porém sem periodicidade, a exemplo da Revista Ângulos, revista literária e cultural criada em 1956 e inativa desde 2006, da Revista dos Formandos em Direito da UFBA e da Revista do SAJU.
Na atualidade, os periódicos que se encontram com periodicidade regular são os seguintes:
|   | Periódico                                               | Ano de criação | Nome(s) anterior(es)                           | Atual editor-chefe                                           | ISSN      | Extrato no Qualis              | Status             | Ref.          |
| - | ------------------------------------------------------- | -------------- | ---------------------------------------------- | ------------------------------------------------------------ | --------- | ------------------------------ | ------------------ | ------------- |
| 1 | Revista da Faculdade de Direito da UFBA                 | 1892           | Revista da Faculdade Livre de Direito da Bahia | Mario Jorge Philocreon Castro Lima, Fernando Nagib M. Coelho | 1413-6600 | C (2017-2020)                  | Ativa              | [ 21 ]        |
| 2 | Revista do Programa de Pós-Graduação em Direito da UFBA | 1991           | Revista dos Mestrandos em Direito da UFBA      | Heron Gordilho                                               | 2236-5850 | B2 (2017-2020)                 | Ativa              | [ 21 ]        |
| 3 | Revista Brasileira de Direito Animal                    | 2006           | Não aplicável                                  | Heron Gordilho, Tagore Trajano, Luciano R. Santana           | 1809-9092 | A1 (2013-2016), A3 (2017-2020) | Ativa              | [ 21 ] [ 22 ] |
| 4 | Revista do CEPEJ                                        | 1988           | Não aplicável                                  | Não disponível                                               | 2595-3435 | C (2017-2020)                  | Inativa desde 2020 | [ 21 ]        |
| 5 | Revista Direito e Sexualidade                           | 2020           | Não aplicável                                  | Leandro Reinaldo da Cunha                                    | 2675-3596 | C (2017-2020)                  | Ativa              | [ 21 ]        |
| 6 | Revista Conversas Civilísticas                          | 2021           | Não aplicável                                  | Leandro Reinaldo da Cunha                                    | 2763-8448 | Sem Qualis (2017-2020)         | Ativa              | [ 21 ]        |

## Bibiografia
- CALASANS, José. A Faculdade Livre de Direito da Bahia: Subsídios para sua História. Salvador: Centro de Estudos Baianos da UFBA, 1984.
- CASTRO, Dinorah D'Araújo Berbet de; LIMA JUNIOR, Francisco Pinheiro. Idéias filosóficas na Faculdade de Direito da Bahia. Salvador: EDUFBA, 1997.
- COELHO, Metódio et al. Manifesto dos Estudantes às Escolas Superiores da Bahia aos seus colegas e aos republicanos dos outros Estados. Bahia: Tipografia do Correio de Notícias, 1897.
- GIDI, Antônio. Anotações para a história da Faculdade de Direito da Bahia". Salvador: EDUFBA, 1991.
- SANTOS, Vitor L. M. dos. "A participação de mulheres na Faculdade Livre de Direito da Bahia no período de 1911-1920". História.com, v. 3, n. 6, 2016.
- ROCHA, Julio Cesar de Sá da. Faculdade de Direito da Bahia: processo histórico e agentes de criação da Faculdade Livre no final do século XIX. 2.ed. Belo Horizonte: Expert, 2023.
- SPINOLA, Celso. "Campanha de Canudos". Revista dos Tribunais, Vol. 47 n.° 3, maio-julho, 1953.